# Königliches Steinkohlenwerk Zauckerode

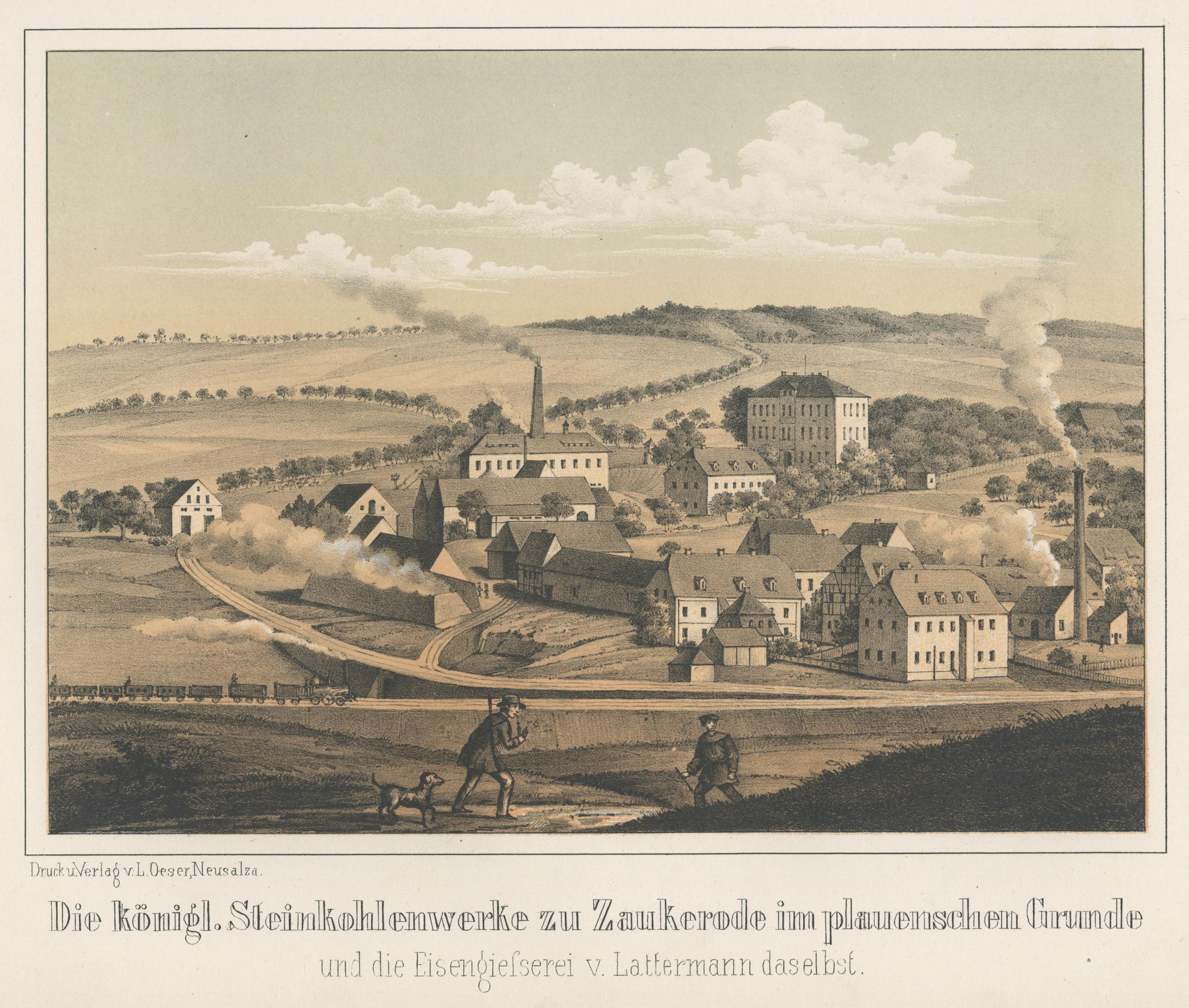
Die königlichen Steinkohlenwerke zu Zaukerode im plauenschen Grunde und die Eisengießerei von Lattermann

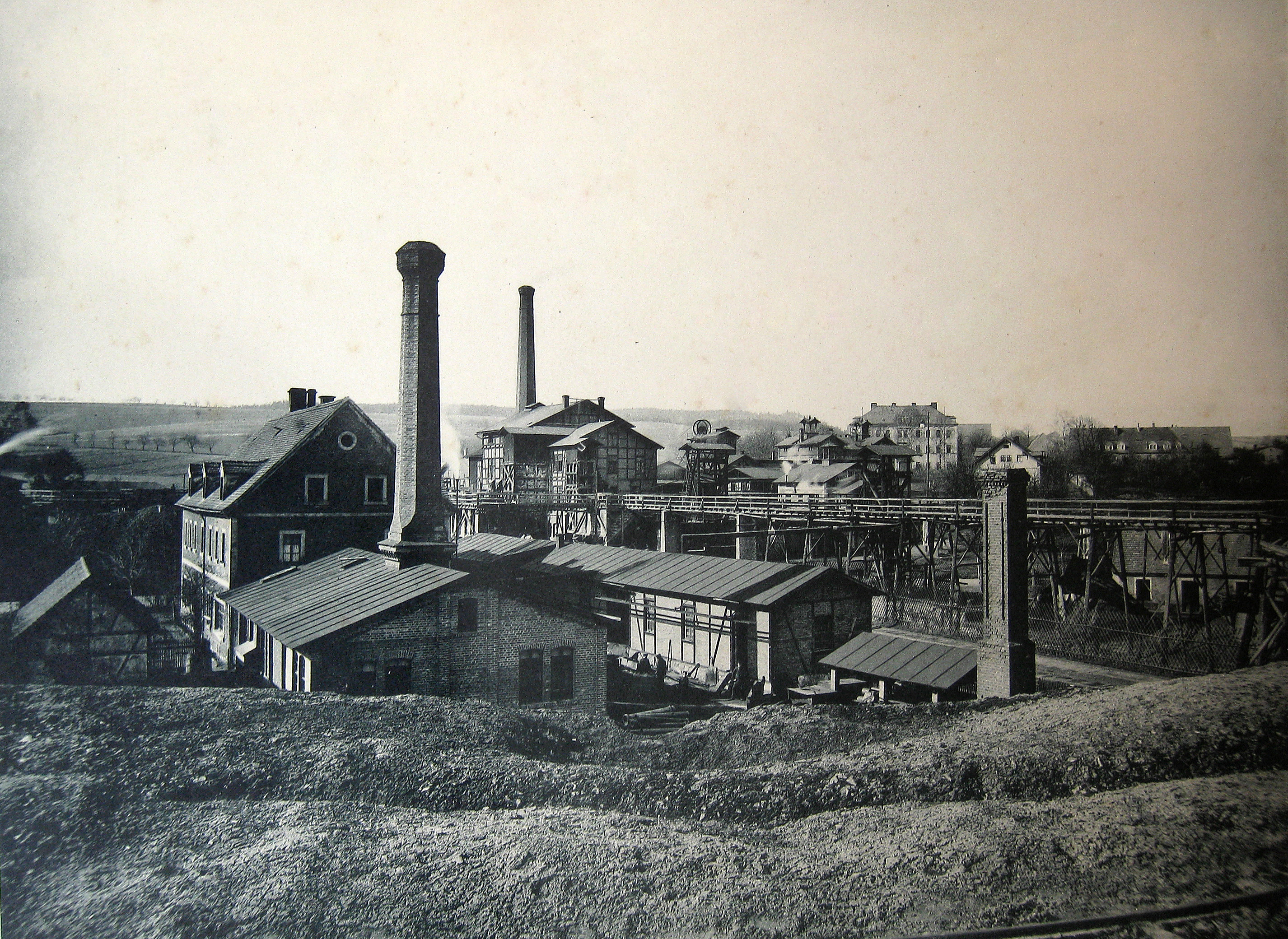
Der Oppelschacht mit administrativem Sitz der Königlichen Steinkohlenwerke Zauckerode (um 1890)

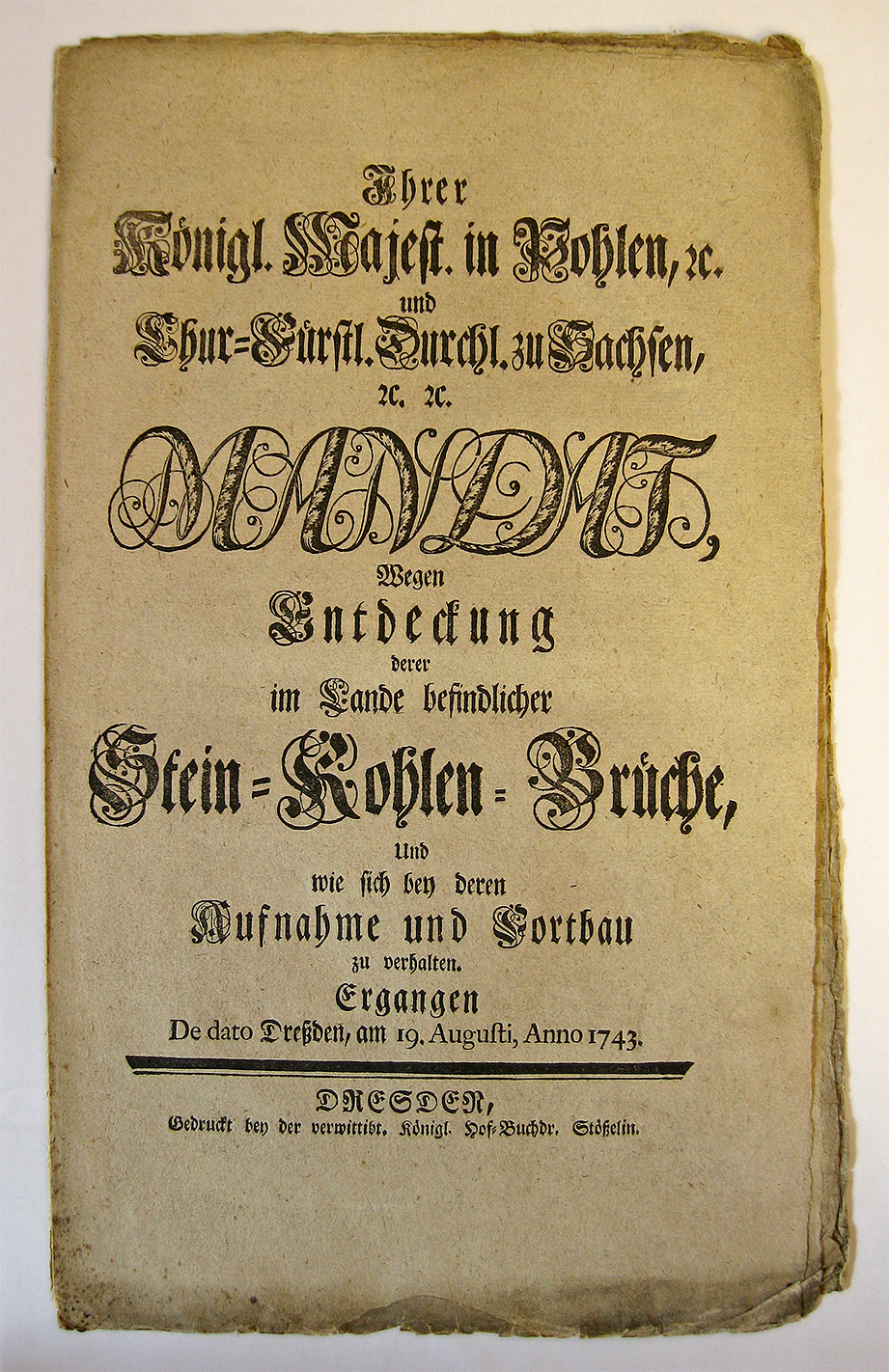
Erstes Gesetz des Kurfürsten zur Regelung des Steinkohlenbergbaus

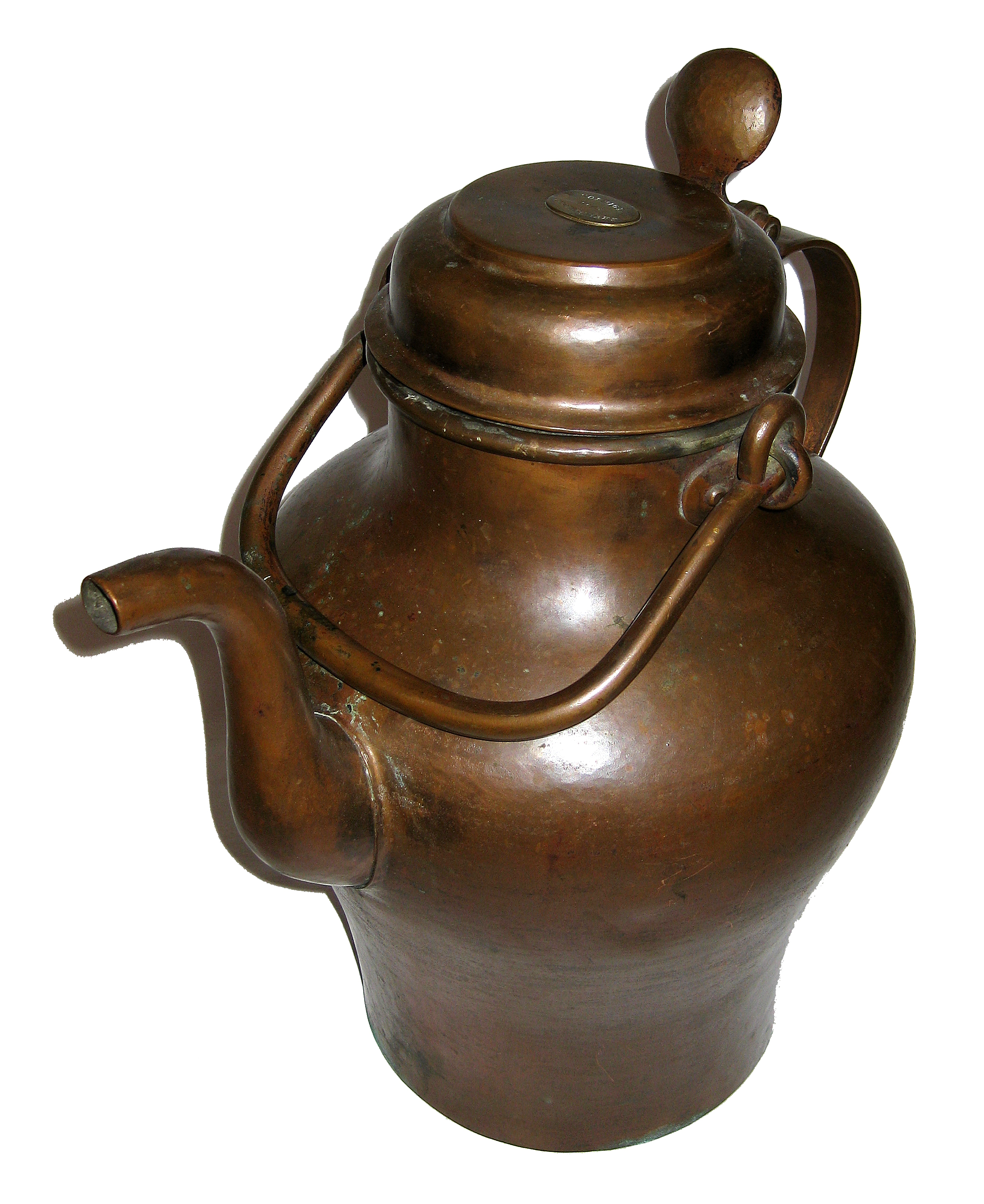
Eine von sechs Bergbierkannen der Knappschaft des Königlichen Steinkohlenwerk Zauckerode, um 1845. Fassungsvermögen ca. 10 Liter.

Das Königliche Steinkohlenwerk Zauckerode war ein seit 1806 bestehendes fiskalisches Bergbauunternehmen und ging zum 1. April 1923 als Konzernwerk in der Aktiengesellschaft Sächsische Werke auf. Es gehörte neben den Burgker Steinkohlenwerken und dem Potschappler Aktienverein zu den führenden Bergbauunternehmen des Döhlener Beckens. Das Grubenfeld lag im nördlichen Teil dieser Steinkohlenlagerstätte auf heute Freitaler Stadtgebiet. Es firmierte unter folgenden Bezeichnungen:
- Königlich Sächsische Steinkohlenwerke im Plauenschen Grunde (1806 bis etwa 1860)
- Königlich Sächsisches Steinkohlenwerk Zaukeroda (etwa 1860 bis etwa 1880)
- Königlich Sächsisches Steinkohlenwerk Zauckerode (etwa 1880 bis 1918)
- Staatliches Steinkohlenwerk Zauckerode (1918 bis 1923)

## Geschichte
Nach bedeutenden Anfängen des Steinkohlenbergbaus unter Grensingk, Zeutsch, Brendel und Theler – im Döhlener Becken findet sich ein wichtiges sächsisches Kohlevorkommen – versank er, nicht zuletzt durch die Auswirkungen des Dreißigjährigen Krieges, wieder in relativer Bedeutungslosigkeit. Der Holzmangel sowie das Kohlenmandat von 1743 sorgten abermals für eine stärkere Belebung des Abbaus. Die finanziellen Möglichkeiten vieler Grundbesitzer setzen dem Vordringen in immer größere Tiefen und der dazu notwendigen Anlagen aber bald Grenzen.
Am 1. Januar 1806 gingen deshalb die von Schönbergschen Steinkohlenwerke samt den Rittergütern Döhlen und Zauckerode, dem Burkhardtstolln und den Rechten an den Potschappler Kohlenfeldern für eine Kaufsumme von 425.000 Talern in den Besitz des Kurfürsten Friedrich August über.
Mit der Direktion wurde Obersteuereinnehmer und Bergrat Carl Wilhelm von Oppel beauftragt. Die Leitung vor Ort hatte der Faktor Ernst Friedrich Wilhelm Lindig inne. Es gehörte in den Zuständigkeitsbereich des Oberbergamtes Freiberg und wurde in das Zaukerodaer, Döhlener und Niederhermsdorfer Revier unterteilt.
Zu Beginn lag der Schwerpunkt der Förderung auf dem bereits seit 1789 in Betrieb befindlichen und 1799 vom sächsischen Kurfürsten erworbenen Leopold Erbstolln.
1806 wurden ein Neuer Kunstschacht sowie der Wilhelmschacht niedergebracht. Im Juni 1809 folgte das Abteufen des Neuen Zauckeroder Kunstschachts.
1810 gelang Faktor Lindig die bahnbrechende Entwicklung der nassen Kohlenaufbereitung (Kohlenwäsche).
Bergrat von Oppel schlug 1810 den Bau eines zentralen Entwässerungsstollens vor. Dem wurde am 31. Juli 1817 stattgegeben und der Bau des Tiefen Elbstolln befohlen.
Zur Hebung des den Zauckeroder Tiefbauen zusitzenden Grundwasser wurde 1818 eine durch Maschinendirektor Brendel aus Freiberg konstruierte Dampfmaschine auf dem Neuen Zauckeroder Kunstschacht errichtet. Sie nahm am 4. Mai 1820 ihren Betrieb auf und war die erste Dampfmaschine, die im sächsischen Bergbau zum Einsatz kam.
Anlässlich der Durchreise von König Anton fand am 17. Oktober 1827 die erste Bergparade der königlichen Knappschaft statt, woraufhin man die Beschaffung der ersten Knappschaftsfahne genehmigte. Ihre Symbole waren Schlägel und Eisen, eine Keilhaue und ein Bergbohrer, sämtlich sich in einem Punkt durchkreuzend. Auch regelte man aus diesem Anlass erstmals die Paradetracht für die Beamten und Arbeiter.
Im Jahr 1832 begann man mit dem Abteufen des Friedrichschacht auf Zauckeroder Flur. Nachdem im November 1833 Bergrat von Oppel verstarb, benannte man den Schacht ihm zu Ehren in Oppelschacht um.
Auf Niederhermsdorfer Flur begann man 1835 mit der Aufwältigung eines alten privaten Schachtes, der den Namen Albertschacht erhielt.
Am 5. November 1836 wurde der Tiefe Elbstolln mit dem Durchschießen der letzten trennenden Gesteinswand zwischen dem 7. und 8. Lichtloch vollendet.
Zum 1. November 1871 wurde das bisherige System der Lokaladministration, durch eine Direktion des Königlichen Steinkohlenwerkes ersetzt. Als deren erster Direktor wurde Bernhard Rudolf Förster ernannt.
Am 22. Mai 1872 erfolgte die Genehmigung und bereits am 3. Juni der erste Spatenstich für eine neue Doppelschachtanlage, den Königin-Carola-Schacht.
Dem vorwärtsgerichteten Denken von Bergrat Bernhard Förster ist es zu verdanken, dass Erfinder, Ingenieure und führende Köpfe jener Zeit mit den Königlichen Werken in Verbindung standen und vielfältige Erfahrungen austauschten sowie praktische Versuche durchführten.
So weilte der Flugpionier Otto Lilienthal mit seinem jüngeren Bruder Gustav zwischen 1876 und 1878 mehrmals am Königlichen Steinkohlenwerk, um hier im Auftrag der Berliner Maschinenbaufirma Carl Hoppe eine Schrämmaschine zu testen. Parallel dazu entwarf und entwickelte er hier seine eigene Konstruktion (Reichspatent 2291), die ein wesentlicher Baustein seines wirtschaftlichen Erfolges wurde und damit Grundlage seiner späteren Flugversuche. Die Schrämmaschine Lilienthals, die er in den Königlichen Werken getestet hatte, wurde ihm auf seine Bitte hin im Dezember 1877 durch Direktor Förster von Zauckerode nach Berlin zurückgesendet aber im Gegenzug genehmigte das Sächsische Finanzministerium die Anschaffung einer Lilienthalschen Schrämmaschine für 1878. Diese lieferte Lilienthal im April 1878 zum Preis von 750 Mark.
Abermals rückte Förster das Werk in den Fokus der Weltöffentlichkeit, als die in Zusammenarbeit mit Siemens & Halske im August 1882 errichtete erste elektrische Grubenbahn der Welt im 5. Hauptquerschlag des Zauckeroder Oppelschachtes auf 620 m Länge ihren Betrieb aufnahm. Sie löste die bis dahin praktizierte Pferdeförderung ab. Die Dorothea (lateinisch: Geschenk Gottes) getaufte Lokomotive war gleichzeitig die erste elektrische Lokomotive der Welt im Dauerbetrieb.
Bemerkenswert war die 1901 im Carolaschachter Revier entdeckte Gesteinsplatte mit Saurierskeletten. Diese dort erstmals entdeckte Art erhielt durch Professor Huene den Namen Pantelosaurus saxonicus.
Die letzte große Schachtanlage des Werkes wurde mit dem Abteufen des König-Georg-Schachtes in Weißig am 15. September 1902 in Angriff genommen. Es war mit einer Teufe von 575 m gleichzeitig der tiefste Schacht im Revier.
Nach der Abdankung des letzten sächsischen Königs, Friedrich August III, firmierte das Werk als selbstständiges, direkt dem sächsischen Finanzministerium unterstelltes Werk unter dem Namen Staatliches Steinkohlenwerk Zauckerode. Mit dem „Gesetz über die Übertragung des staatlichen Kohlen- und Elektrizitätsunternehmens an die Aktiengesellschaft Sächsische Werke zu Dresden“ vom 30. Januar 1924 wurde das Steinkohlenwerk Zauckerode, rückwirkend zum 1. April 1923, dem Staatskonzern Aktiengesellschaft Sächsische Werke (ASW) übertragen. Ab 1. Juni 1946 wurden die verbliebenen Schächte und Anlagen der Industrieverwaltung I Steinkohle unterstellt. Ab 1. Juli 1948 gehörten sie zum VEB Steinkohlenwerk Freital in der VVB Steinkohle Zwickau. Am 28. August 1958 erfolgte die Umbenennung in VEB Steinkohlenwerk „Willi Agatz“, nach dem kommunistischen Politiker und Widerstandskämpfer Wilhelm Agatz.

## Lokaladministration / Direktoren des Werkes
- 1. Januar 1806 bis 4. März 1852 Ernst Friedrich Wilhelm Lindig
- 1. Juli 1852 bis 31. Oktober 1871 Karl Friedrich Schmiedel
- 1. November 1871 bis 1. Juni 1898 Bernhard Rudolf Förster
- 1. Juni 1898 bis 1. April 1920 Ferdinand Max Georgi
- 1. April 1920 bis 1934 Heinrich Hartung

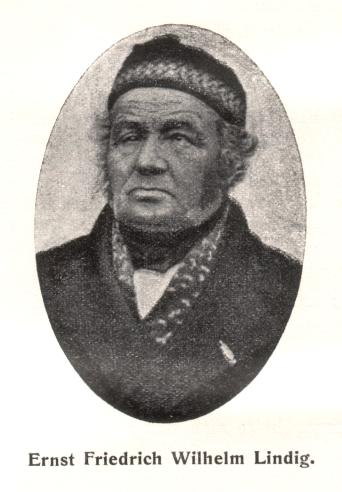
Ernst Friedrich Wilhelm Lindig
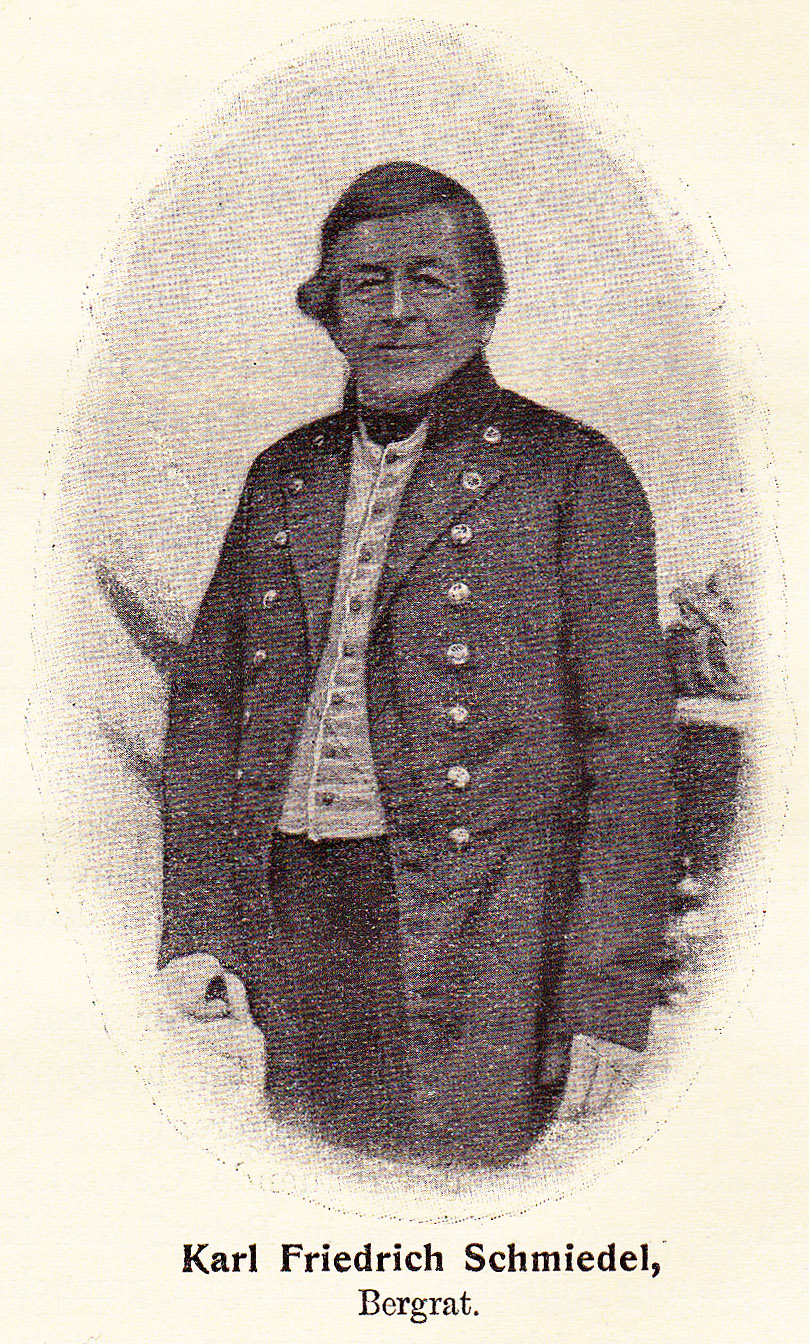
Karl Friedrich Schmiedel
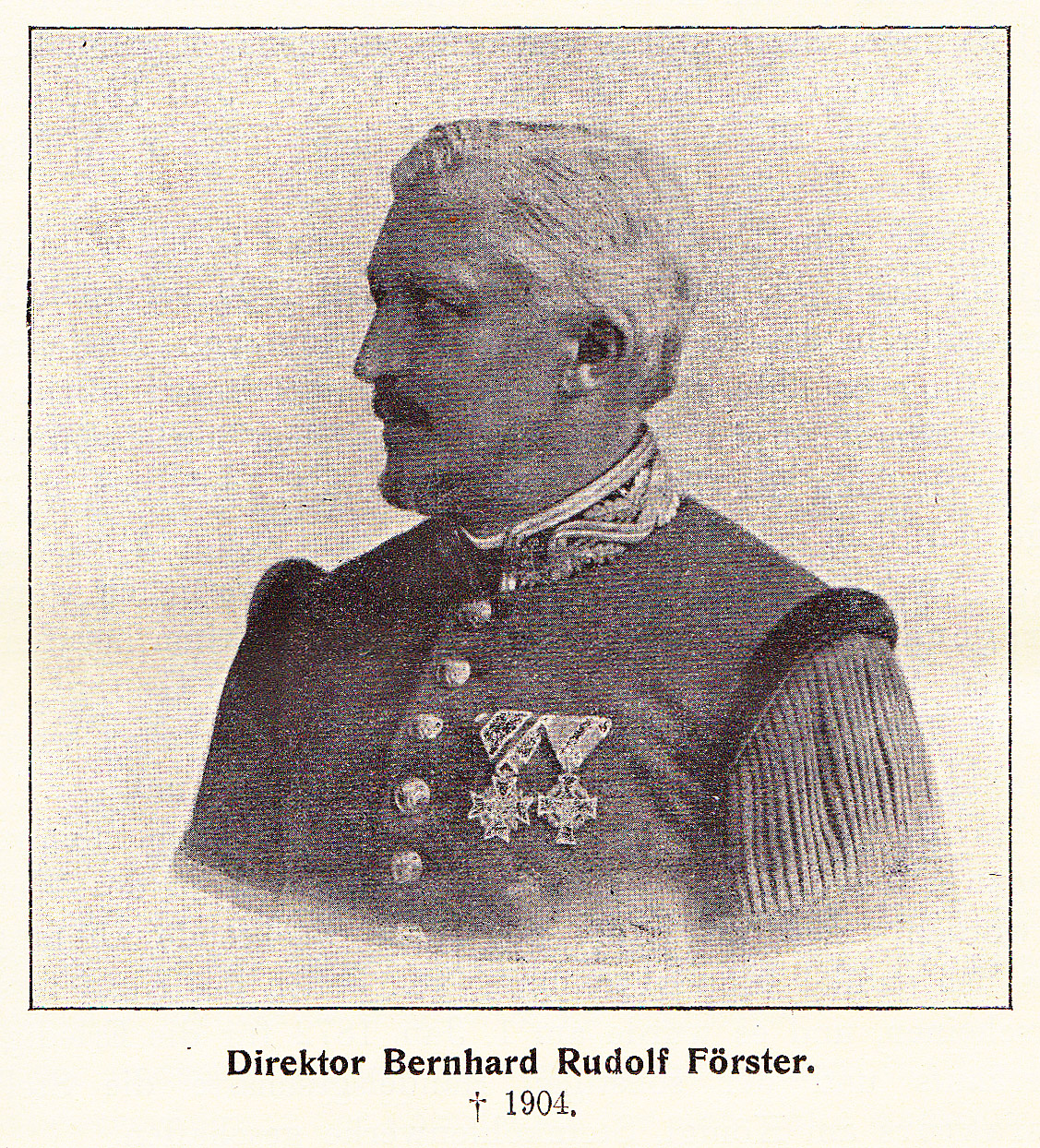
Bernhard Rudolf Förster
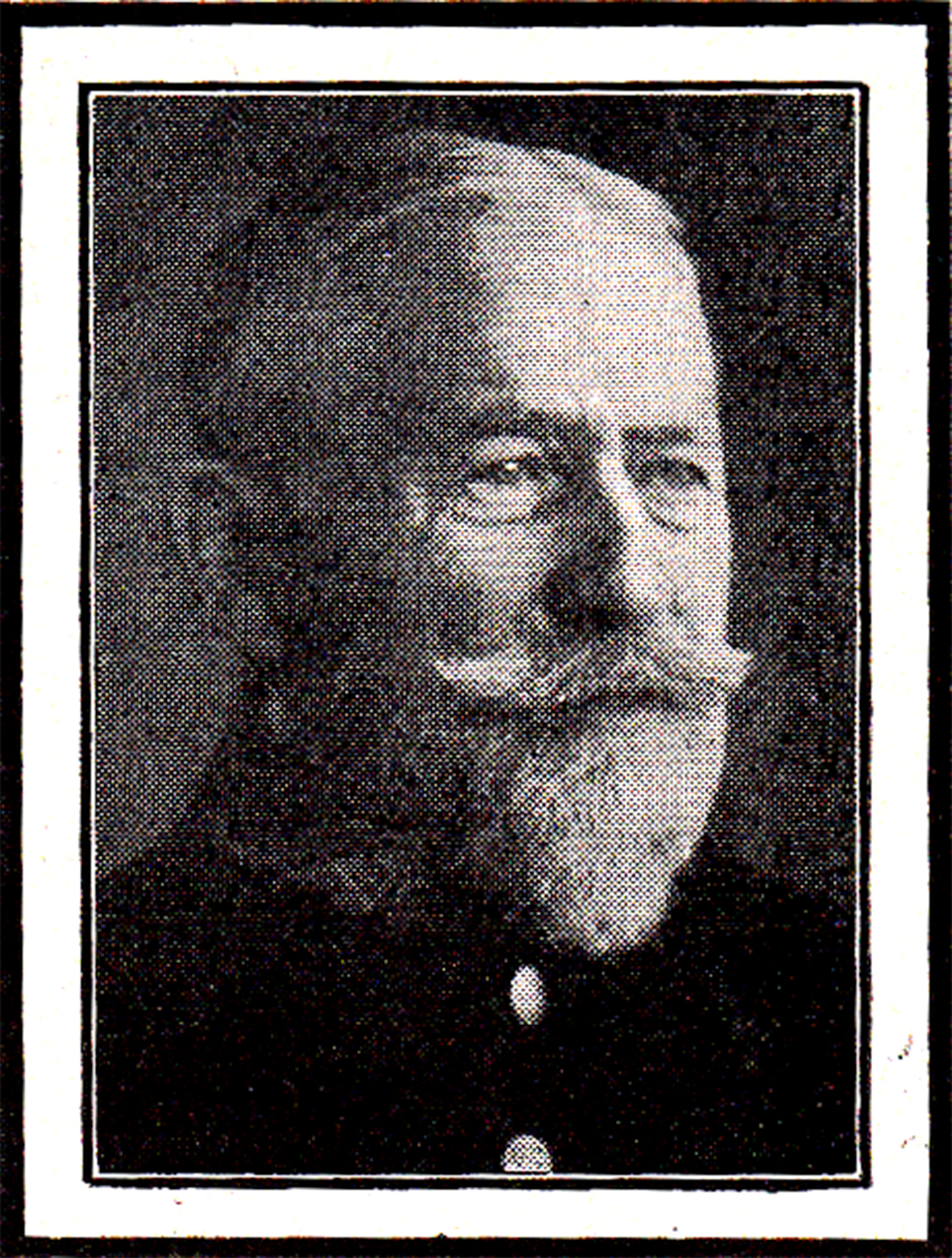
Ferdinand Max Georgi

## Schächte/Berggebäude (Auswahl mit Betriebszeit)
- Albertschacht (⊙; 1835–1922)
- Albertschacht Wetterschacht (1880–1922)
- Alter Döhlener Kunstschacht (⊙; 1740–1820)
- Antonschacht (⊙; 1825–1895)
- Döhlener Wetterschacht (⊙; 1858–1908)
- Ernst Strecke (1845–1846)
- Georgschacht (⊙; 1848–1952)
- Grenzschacht (1810–1812)
- König Georg Schacht (⊙; 1902–1937)
- Königin Carola Schacht 1 (⊙; 1872–1959)
- Königin Carola Schacht 2 (⊙; 1876–1959)
- Königin-Carola-Wetterschacht (⊙; 1877–1959)
- Lichtloch 21 Tiefer Weißeritzstolln (⊙; 1839–1844 / 1865–1952)
- Mehnerschacht (⊙; 1850–1959)
- Neuer Döhlener Kunstschacht (⊙; 1804–1883)
- Neuer Zauckeroder Kunstschacht (⊙; 1809–1840)
- Neu Leopold Schacht (1832- unbekannt)
- Oppelschacht (⊙; 1833–1927)
- Oppelschacht Wetterschacht (⊙; 1883–1959)
- Oppelschacht Arthur-Teuchert-Schacht (⊙; 1946–1959)
- Tiefer Elbstolln (1817–1837; Nutzung zur Wasserhaltung bis heute)
- Tiefer Weißeritzstolln (1800–1952)
- Zauckeroder Kunstschacht (⊙; 1774–1808)

## Ausbringen/Belegschaft
| Jahr | Angefahrene Mannschaft | Fördermenge in t | Jahresleistung pro Kopf in t |
| ---- | ---------------------- | ---------------- | ---------------------------- |
| 1806 | 193                    | 9.262,9          | 48,0                         |
| 1816 | 147                    | 16.182,7         | 109,3                        |
| 1826 | 353                    | 26.475,5         | 75,0                         |
| 1836 | 438                    | 42.927,3         | 98,0                         |
| 1846 | 752                    | 89.903,5         | 119,6                        |
| 1856 | 986                    | 131.899,9        | 133,8                        |
| 1866 | 1154                   | 179.872,4        | 155,9                        |
| 1876 | 1324                   | 215.019,8        | 162,4                        |
| 1886 | 1159                   | 278.038,9        | 239,9                        |
| 1896 | 1135                   | 280.353,1        | 247,0                        |
| 1906 | 1164                   | 265.014,0        | 227,6                        |
| 1916 | 806                    | 208.250,0        | 258,3                        |
| 1926 | 742                    | 201.619,0        | 271,7                        |
| 1936 | 684                    | 197.775,0        | 289,1                        |

## Paradeanzug

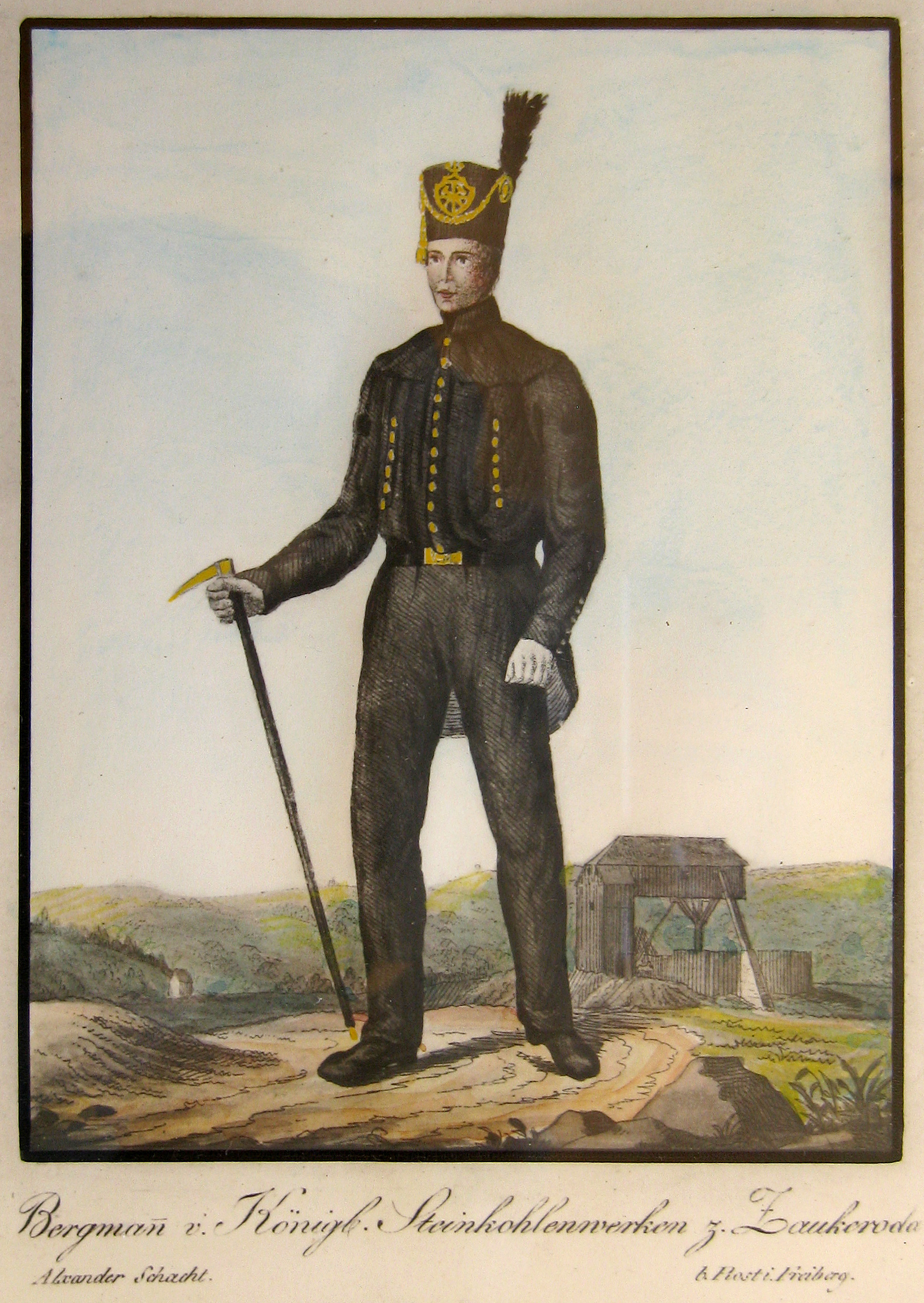
Arbeiter im Paradeanzug nach Vorschrift von 1827

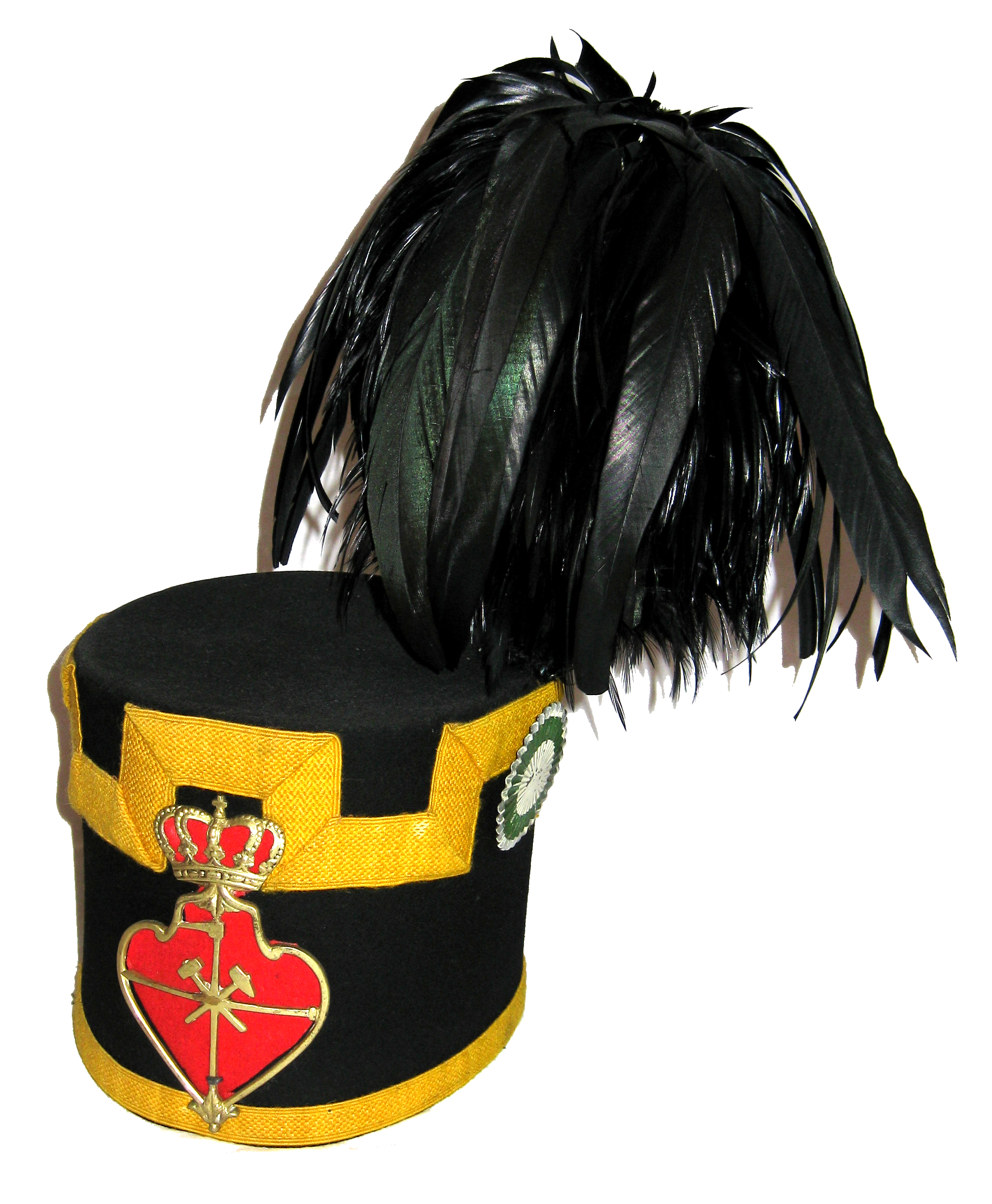
Schachthut für Krankenkassenmitglieder 3. Klasse nach Vorschrift von 1884

Das erste Reglement für die Dienst- und Paradekleidung wurde 1827 erlassen. Davon ist nur die bildliche Darstellung von E. Rost in Freiberg überliefert. Erhalten blieb das am 12. Dezember 1884 von Direktor Förster erlassene Reglement der Mannschaft (Arbeiter). Es sah folgende Gliederung und Ausstattung vor:
- Oberförderleute und sonstige im festen Wochenlohn stehende Aufseher:

Schwarzer Zeugkittel mit Messingknöpfen und schmalem Goldstreifen am Kragen, Schachthut aus schwarzem Filz mit gezackter goldener Mauerkrone oben und schmalem goldenen Streifen unten. Dazu ein schwarzer Stutz mit gelben Spitzen. Gürtel- und Hutschloß mit Eichenkranz, Paradehacke und schwarze Beinkleider.
- Krankenkassenmitglieder 3. Klasse:

Schwarzer Zeugkittel mit Messingknöpfen, Schachthut aus schwarzem Filz mit gelber, gezackter Mauerkrone oben und gelbem schmalem Streifen unten, schwarzer Hutstutz, Leder mit gelbem Gürtelschloß, Paradehacke und schwarze Beinkleider.
- Krankenkassenmitglieder 4. Klasse:

Schwarzer Zeugkittel mit Messingknöpfen, Schachthut aus schwarzem Filz mit gelber Mauerkrone oben aber ohne schmalen Streifen unten, schwarzer Stutz, Leder mit gelbem Gürtelschloß, Paradehacke, schwarze Beinkleider.
- Krankenkassenmitglieder 5. Klasse:

Schwarzer Zeugkittel mit Messingknöpfen, Schachthut aus schwarzem Filz mit glattem gelben Band oben und schmalem gelben
Streifen unten, schwarzer Hutstutz, Leder mit gelbem Gürtelschloß, Paradehacke und schwarze Beinkleider.
Zum einfachen Dienstanzug wurde eine Dienstmütze in Form einer Beamtenmütze getragen.
Die Uniform der Knappschaftsältesten und Offizianten (Beamten) war an das „Regulativ für die Dienstkleidung der bei dem Regalberg- und fiscalischen Hüttenwesen im Königreiche Sachsen angestellten Beamten und Officianten“ von 1853 angelehnt.
Die Paradekleidung wurde so bis zum Zweiten Weltkrieg getragen, wobei ab 1918 die Kronen an den Beschlägen von Schachthut und Gürtelschloß entfernt wurden.

## Galerie

Zechenprotokoll von 1810
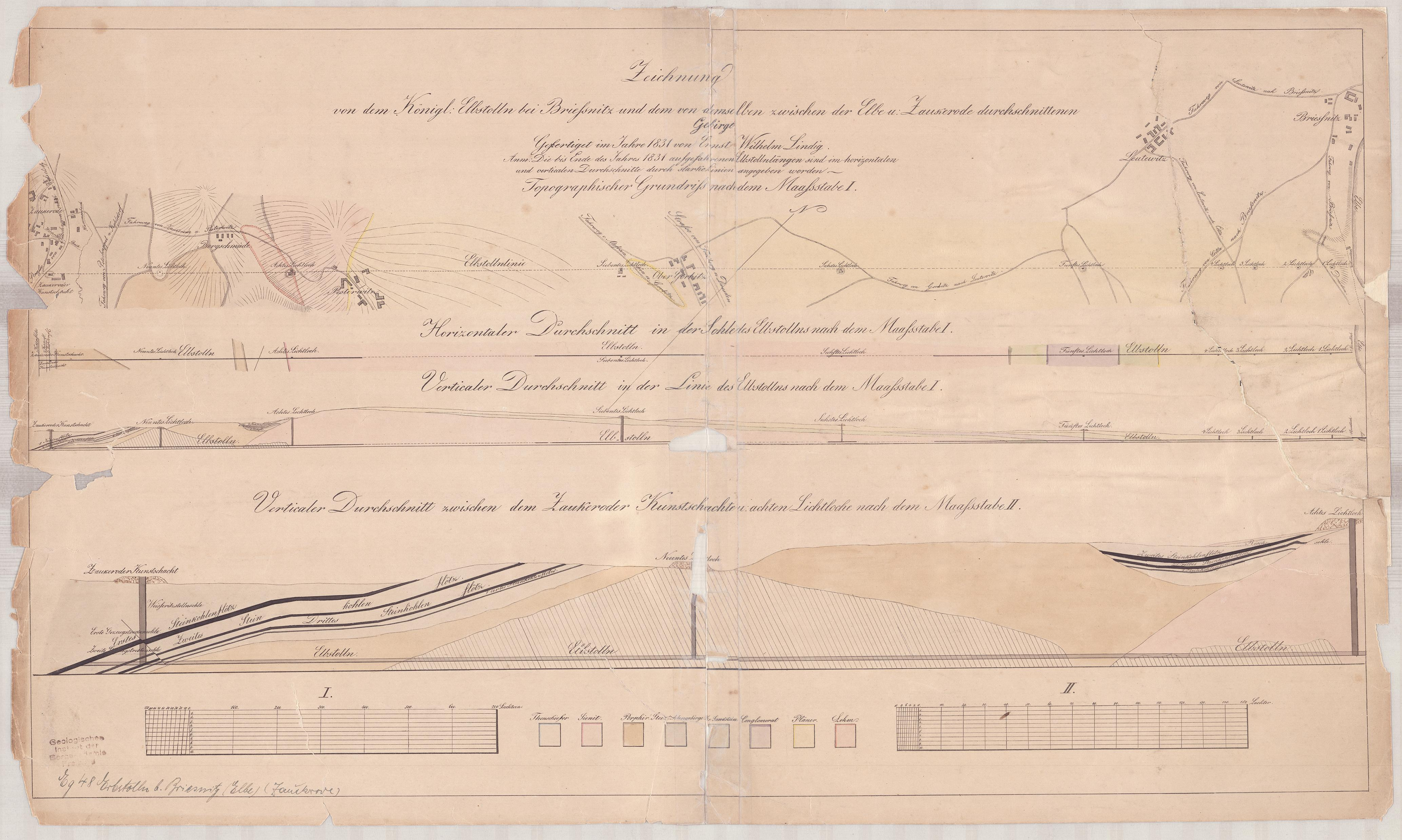
Grund- und Seigerriss Tiefer Elbstolln 1831
Belegschaft des Lichtloch 21 (Niederhermsdorf) in Paradeanzug und Grubenkittel mit Blenden um 1890
Teil der Belegschaft des Königin-Carola-Schacht 1 (Döhlen) mit Sicherheitsgeleucht um 1910
Lohnbuch eines Zauckeroder Fördermanns von 1897
Vorschrift für Sicherheitsmänner
Statut der Knappschaftskrankenkasse
Siegelmarke um 1860
Siegelmarke um 1880
Siegelmarke um 1900
Reklamemarke um 1900
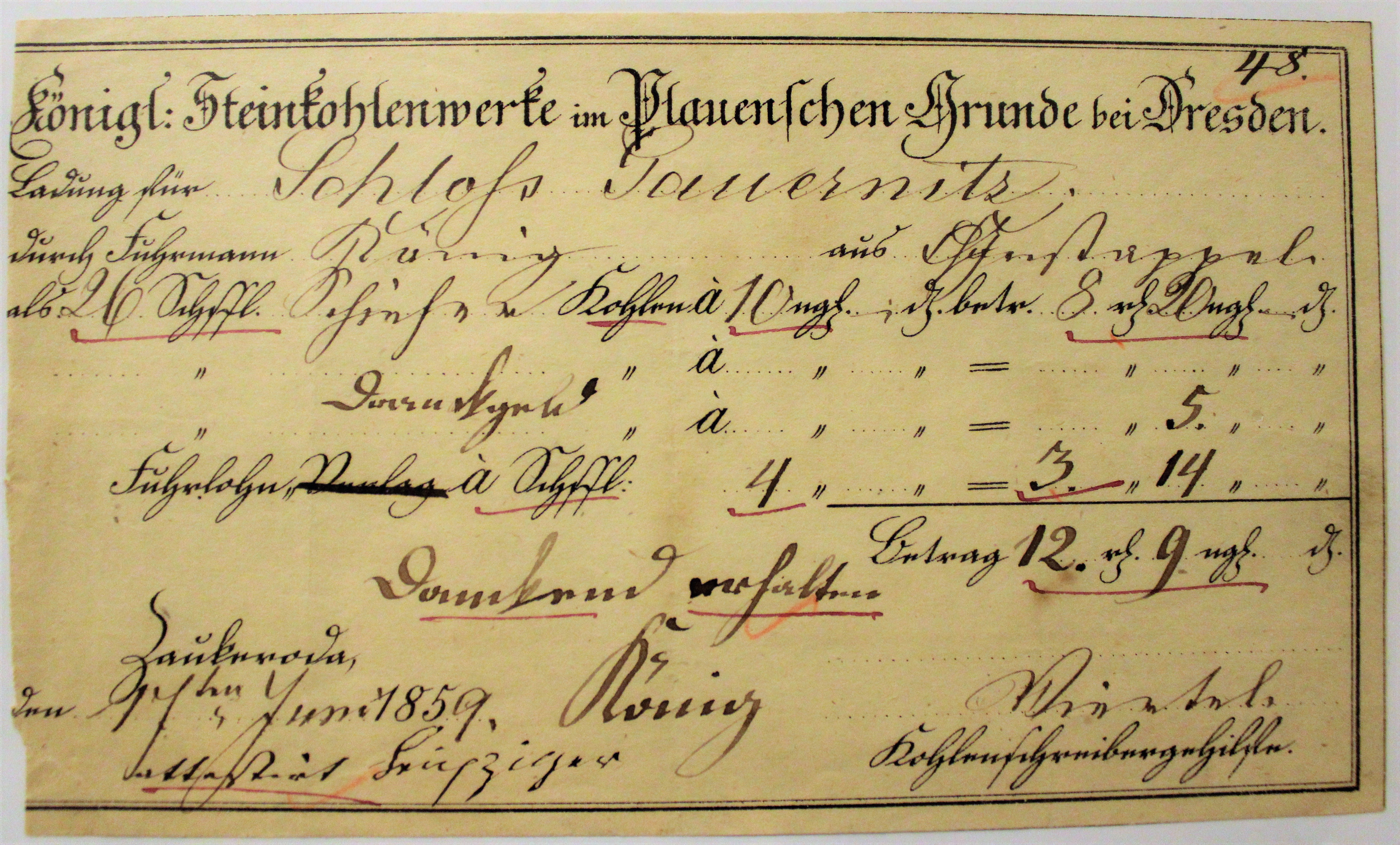
Kohlenquittung von 1859